# Europese kampioenschappen judo 1995
De Europese kampioenschappen judo 1995 waren de negende editie van de Europese kampioenschappen judo en werden gehouden in Birmingham, Groot-Brittannië, van donderdag 11 mei tot en met zondag 14 mei 1995.

## Resultaten

### Mannen
| Gewichtsklasse | Goud             | Zilver              | Brons                             |
| -------------- | ---------------- | ------------------- | --------------------------------- |
| – 60 kg        | Nigel Donohue    | Giorgi Vazagashvili | Girolamo Giovinazzo Natik Bagirov |
| – 65 kg        | Peter Schlatter  | Vsevolods Zelonijs  | Philip Laats Bektas Demirel       |
| – 71 kg        | Martin Schmidt   | Christophe Gagliano | Davor Vlaškovac Thomas Schleicher |
| – 78 kg        | Patrick Reiter   | Djamel Bouras       | Irakli Uznadze Johan Laats        |
| – 86 kg        | Maarten Arens    | Iveri Jikurauli     | Ruslan Mashurenko Oleg Maltsev    |
| – 95 kg        | Paweł Nastula    | Dmitri Sergeyev     | Pedro Soares Stéphane Traineau    |
| + 95 kg        | Sergey Kosorotov | Frank Möller        | Denny Ebbers Rafał Kubacki        |
| Open           | Imre Csösz       | Ralf Koser          | Harry Van Barneveld Ben Sonnemans |

### Vrouwen
| Gewichtsklasse | Goud                | Zilver               | Brons                                     |
| -------------- | ------------------- | -------------------- | ----------------------------------------- |
| – 48 kg        | Yolanda Soler       | Sylvie Meloux        | Joyce Heron Tatyana Kuvshinova            |
| – 52 kg        | Alessandra Giungi   | Heidi Goossens       | Sharon Rendle Ewa-Larysa Krause           |
| – 56 kg        | Nicola Fairbrother  | Isabel Fernández     | Jessica Gal Einat Yaron                   |
| – 61 kg        | Jenny Gal           | Diane Bell           | Gella Vandecaveye Catherine Fleury-Vachon |
| – 66 kg        | Alice Dubois        | Emanuela Pierantozzi | Rowena Sweatman Ute Burmeister            |
| – 72 kg        | Ulla Werbrouck      | Estha Essombe        | Kate Howey Doris Pöllhuber                |
| + 72 kg        | Svetlana Gundarenko | Christine Cicot      | Beáta Maksymow Monique van der Lee        |
| Open           | Angelique Seriese   | Simona Richter       | Raquel Barrientos Tsvetana Bozhilova      |

## Medaillespiegel
| Plaats | Land                  | Goud | Zilver | Brons | Totaal |
| 1      | Nederland             | 3    | 0      | 4     | 7      |
| 2      | Duitsland             | 2    | 2      | 1     | 5      |
| 3      | Verenigd Koninkrijk   | 2    | 1      | 4     | 7      |
| 4      | Rusland               | 2    | 1      | 2     | 5      |
| 5      | Frankrijk             | 1    | 5      | 2     | 8      |
| 6      | België                | 1    | 1      | 4     | 6      |
| 7      | Italië                | 1    | 1      | 1     | 3      |
| 7      | Spanje                | 1    | 1      | 1     | 3      |
| 9      | Polen                 | 1    | 0      | 3     | 4      |
| 10     | Oostenrijk            | 1    | 0      | 2     | 3      |
| 11     | Hongarije             | 1    | 0      | 0     | 1      |
| 12     | Georgië               | 0    | 2      | 0     | 2      |
| 13     | Letland               | 0    | 1      | 0     | 1      |
| 13     | Roemenië              | 0    | 1      | 0     | 1      |
| 15     | Turkije               | 0    | 0      | 2     | 2      |
| 16     | Bosnië en Herzegovina | 0    | 0      | 1     | 1      |
| 16     | Bulgarije             | 0    | 0      | 1     | 1      |
| 16     | Israël                | 0    | 0      | 1     | 1      |
| 16     | Oekraïne              | 0    | 0      | 1     | 1      |
| 16     | Portugal              | 0    | 0      | 1     | 1      |
| 16     | Wit-Rusland           | 0    | 0      | 1     | 1      |
| Totaal | Totaal                | 16   | 16     | 32    | 64     |